# Ulachan-Kjuėgjuljur
L'Ulachan-Kjuėgjuljur (in russo Улахан-Кюэгюлюр?) è un fiume della Russia siberiana orientale, uno dei maggiori tributari dell'Omoloj. Scorre nell'Ust'-Janskij ulus della Sacha-Jacuzia.
Il fiume scende dai monti Kular e scorre in direzione settentrionale. Il suo corso si trova a nord del Circolo polare artico e attraversa i territori desolati della tundra della pianura della Siberia Orientale. La sua lunghezza è di 159 km; il bacino è di 3 630 km². Sfocia nell'Omoloj a 127 km dalla foce. Il fiume è ghiacciato tra la metà di ottobre e l'inizio di giugno. Ci sono più di 780 piccoli laghi nel suo bacino.